# Aegidius
Aegidius (död: 464) var magister militum per Gallias, militär överbefälhavare i Gallien, under kejsar Majorianus. I det kaos som Gallien utgjorde i mitten av 400-talet upprätthöll Aegidius en gallo-romersk enklav kring staden Soissons. 
Efter att britterna gått miste om Roms militära skydd 410 ska munken Gildas Badonicus (516–570) ha skrivit till den "romerske befälhavaren Agitus" som kan vara identisk med antingen Aegidius eller Aëtius.
Aegidius var allierad med Childerik I och efterträddes vid sin död, som är omgärdad av mystiska omständigheter, av sin son Syagrius.